# Cuiseaux
Cuiseaux és un municipi francès, situat al departament de Saona i Loira i a la regió de Borgonya - Franc Comtat. L'any 2007 tenia 1.766 habitants.

## Demografia

### Població
El 2007 la població de fet de Cuiseaux era de 1.766 persones. Hi havia 732 famílies, de les quals 248 eren unipersonals (96 homes vivint sols i 152 dones vivint soles), 256 parelles sense fills, 176 parelles amb fills i 52 famílies monoparentals amb fills.
La població ha evolucionat segons el següent gràfic:
Habitants censats

### Habitatges
El 2007 hi havia 894 habitatges, 755 eren l'habitatge principal de la família, 54 eren segones residències i 85 estaven desocupats. 691 eren cases i 202 eren apartaments. Dels 755 habitatges principals, 545 estaven ocupats pels seus propietaris, 190 estaven llogats i ocupats pels llogaters i 20 estaven cedits a títol gratuït; 8 tenien una cambra, 60 en tenien dues, 142 en tenien tres, 244 en tenien quatre i 301 en tenien cinc o més. 522 habitatges disposaven pel capbaix d'una plaça de pàrquing. A 337 habitatges hi havia un automòbil i a 328 n'hi havia dos o més.

### Piràmide de població
La piràmide de població per edats i sexe el 2009 era:
| Homes | Edats   | Dones |
| ----- | ------- | ----- |
| 4     | 95 o +  | 4     |
| 12    | 90 a 94 | 8     |
| 16    | 85 a 89 | 28    |
| 8     | 80 a 84 | 24    |
| 32    | 75 a 79 | 72    |
| 60    | 70 a 74 | 56    |
| 68    | 65 a 69 | 48    |
| 52    | 60 a 64 | 64    |
| 40    | 55 a 59 | 48    |
| 68    | 50 a 54 | 56    |
| 60    | 45 a 49 | 52    |
| 72    | 40 a 44 | 72    |
| 80    | 35 a 39 | 64    |
| 28    | 30 a 34 | 32    |
| 48    | 25 a 29 | 48    |
| 40    | 20 a 24 | 40    |
| 68    | 15 a 19 | 60    |
| 32    | 10 a 14 | 76    |
| 28    | 5 a 9   | 40    |
| 24    | 0 a 4   | 40    |

## Economia
El 2007 la població en edat de treballar era de 1.040 persones, 744 eren actives i 296 eren inactives. De les 744 persones actives 695 estaven ocupades (391 homes i 304 dones) i 49 estaven aturades (25 homes i 24 dones). De les 296 persones inactives 119 estaven jubilades, 69 estaven estudiant i 108 estaven classificades com a «altres inactius».

### Ingressos
El 2009 a Cuiseaux hi havia 745 unitats fiscals que integraven 1.644,5 persones, la mediana anual d'ingressos fiscals per persona era de 17.930 €.

### Activitats econòmiques
Dels 95 establiments que hi havia el 2007, 4 eren d'empreses extractives, 4 d'empreses alimentàries, 1 d'una empresa de fabricació de material elèctric, 11 d'empreses de fabricació d'altres productes industrials, 16 d'empreses de construcció, 20 d'empreses de comerç i reparació d'automòbils, 5 d'empreses de transport, 5 d'empreses d'hostatgeria i restauració, 6 d'empreses financeres, 3 d'empreses immobiliàries, 9 d'empreses de serveis, 6 d'entitats de l'administració pública i 5 d'empreses classificades com a «altres activitats de serveis».
Dels 29 establiments de servei als particulars que hi havia el 2009, 1 era una oficina d'administració d'Hisenda pública, 1 gendarmeria, 1 oficina de correu, 3 oficines bancàries, 5 tallers de reparació d'automòbils i de material agrícola, 2 paletes, 2 guixaires pintors, 1 fusteria, 3 lampisteries, 1 electricista, 1 empresa de construcció, 4 perruqueries, 1 veterinari, 1 agència de treball temporal i 2 agències immobiliàries.
Dels 7 establiments comercials que hi havia el 2009, 1 era un hipermercat, 2 fleques, 1 una fleca, 1 una peixateria, 1 una botiga d'equipament de la llar i 1 una sabateria.
L'any 2000 a Cuiseaux hi havia 15 explotacions agrícoles que ocupaven un total de 445 hectàrees.

## Equipaments sanitaris i escolars
El 2009 hi havia 1 psiquiàtric, 1 farmàcia i 1 ambulància.
El 2009 hi havia una escola elemental. Cuiseaux disposava d'un col·legi d'educació secundària amb 311 alumnes.

## Poblacions més properes
El següent diagrama mostra les poblacions més properes.